# Jackie van Oppen
Jackie (ook wel Jacky) van Oppen is een Nederlands (musical)actrice en zangeres (sopraan).

## Levensloop
Van Oppen heeft in seizoen 1981/1982 één jaar aan de toneelschool in Maastricht gestudeerd. Daarna heeft zij gestudeerd aan het Sweelinck-conservatorium in Amsterdam. Daar is ze in 1991 afgestudeerd (opera). Daarnaast heeft Van Oppen acteerlessen gevolgd bij studio De Trap en zanglessen van Margreet Honing.
Vanaf midden jaren ’80 tot en met 2012 is ze te zien en te horen geweest in verschillende televisie- en theaterproducties. In 2014 heeft ze de zanggroep Dutch Sopranos opgericht.
Ze speelde de rol van Suzanne van de Wetering in de soapserie Onderweg naar Morgen. Deze rol vertolkte ze van 1994 tot en met 1996.
Van Oppen was te zien in de musicals Cats, Barnum, Fame en The Sound of Music.

## Televisie
- Goede tijden, slechte tijden – mevrouw Strijbos (RTL 4, 1992)
- In de Vlaamsche pot - gast (Veronica, 1992)
- Medisch Centrum West - advocate (TROS, 1993)
- Onderweg naar Morgen – Suzanne van de Wetering (Veronica & TROS, 1994-1995, 1996)

Tevens ook gastrollen in Bureau Kruislaan, Voor hete vuren, Help en In de praktijk

## Film
- De Bug - Annelies (2007)
- Verdrongen - Krystle (2018)

## Theater

### Musical
- Cats – Antimakassa (Jellylorum)/ Spikkelpikkelmies (Jennyanydots)/ Gillebeen (Griddlebone) (1987, Carré Theaterproducties)
- Barnum – Jenny Lind (1988-1989, Joop van den Ende Theaterproducties)
- Fame – Ms. Maggie Bell (2000, Joop van den Ende Theaterproducties)
- The Sound of Music – Moeder Overste (2008-2010, V&V Entertainment & De Efteling)

### Toneelstukken
- Kaatje is Verdronken – Irma (1998)
- Stil Spel – Elsje (1998-1999)

### Opera en operette
selectie:
- Zauberflöte – Tweede Dame (1986)
- l’Heure Espagnole – Concepcion (1991)
- La Vie Parisienne - Barones
- Der Vetter aus Dingsda - Julia
- Die Fledermaus - Orlofsky

## Trivia
- Tussen 1991 en 2012 was ze zangeres bij de Nederlandse Opera.
- Jackie van Oppen was in 2009 genomineerd voor een Musical Award in de categorie Beste vrouwelijke bijrol in een grote musical voor haar rol in The Sound of Music.